# Wahlkreis Inverclyde
| Inverclyde         |
| ------------------ |
| Inverclyde         |
| Gebildet           |
| 2005               |
| Abgeordneter       |
| Ronnie Cowan (SNP) |
| Regionen           |
| Inverclyde         |

Inverclyde ist ein Wahlkreis für das Britische Unterhaus. Er wurde im Jahre 2005 im Wesentlichen aus den Gebieten des aufgelösten Wahlkreises Greenock and Inverclyde gebildet. Er deckt die gesamte Fläche der Council Area Inverclyde ab. Der Wahlkreis entsendet einen Abgeordneten.

## Wahlergebnisse

### Unterhauswahlen 2005
| Ergebnisse der Unterhauswahlen 2005 | Ergebnisse der Unterhauswahlen 2005 | Ergebnisse der Unterhauswahlen 2005 | Ergebnisse der Unterhauswahlen 2005 |
| Partei                              | Kandidat                            | Stimmen                             | %                                   |
| ----------------------------------- | ----------------------------------- | ----------------------------------- | ----------------------------------- |
| Labour                              | David Cairns                        | 18.318                              | 50,8                                |
| SNP                                 | Stuart McMillan                     | 7059                                | 19,6                                |
| Liberal Democrats                   | Douglas Herbison                    | 6132                                | 17,0                                |
| Conservative                        | Gordon Fraser                       | 3692                                | 10,2                                |
| Socialist                           | Davy Landels                        | 906                                 | 2,5                                 |

### Unterhauswahlen 2010
| Ergebnisse der Unterhauswahlen 2010 | Ergebnisse der Unterhauswahlen 2010 | Ergebnisse der Unterhauswahlen 2010 | Ergebnisse der Unterhauswahlen 2010 | Ergebnisse der Unterhauswahlen 2010 |
| Partei                              | Kandidat                            | Stimmen                             | %                                   | ±                                   |
| ----------------------------------- | ----------------------------------- | ----------------------------------- | ----------------------------------- | ----------------------------------- |
| Labour                              | David Cairns                        | 20.993                              | 56,0                                | +5,2                                |
| SNP                                 | Innes Nelson                        | 6577                                | 17,5                                | −2,1                                |
| Liberal Democrats                   | Simon Hutton                        | 5007                                | 13,4                                | −3,6                                |
| Conservative                        | David Wilson                        | 4502                                | 12,0                                | +1,8                                |
| UKIP                                | Peter Campbell                      | 433                                 | 1,2                                 | +1,2                                |

### Nachwahlen 2011
Nach dem Ableben von David Cairns wurden im Wahlkreis Inverclyde Nachwahlen erforderlich.
| Ergebnisse der Nachwahlen 2011 | Ergebnisse der Nachwahlen 2011 | Ergebnisse der Nachwahlen 2011 | Ergebnisse der Nachwahlen 2011 | Ergebnisse der Nachwahlen 2011 |
| Partei                         | Kandidat                       | Stimmen                        | %                              | ±                              |
| ------------------------------ | ------------------------------ | ------------------------------ | ------------------------------ | ------------------------------ |
| Labour                         | Iain McKenzie                  | 15.118                         | 53,8                           | −2,2                           |
| SNP                            | Anne McLaughlin                | 9280                           | 33,0                           | +15,5                          |
| Conservative                   | David Wilson                   | 2784                           | 9,9                            | −2,1                           |
| Liberal Democrats              | Sophie Bridger                 | 627                            | 2,2                            | −11,2                          |
| UKIP                           | Mitch Sorbie                   | 288                            | 1,0                            | −0,2                           |

### Unterhauswahlen 2015
| Ergebnisse der Unterhauswahlen 2015 | Ergebnisse der Unterhauswahlen 2015 | Ergebnisse der Unterhauswahlen 2015 | Ergebnisse der Unterhauswahlen 2015 | Ergebnisse der Unterhauswahlen 2015 |
| Partei                              | Kandidat                            | Stimmen                             | %                                   | ±                                   |
| ----------------------------------- | ----------------------------------- | ----------------------------------- | ----------------------------------- | ----------------------------------- |
| SNP                                 | Ronnie Cowan                        | 24.585                              | 55,1                                | +22,1                               |
| Labour                              | Iain McKenzie                       | 13.522                              | 30,3                                | −23,5                               |
| Conservative                        | George Jabbour                      | 4446                                | 10,0                                | +0,1                                |
| Liberal Democrats                   | John Watson                         | 1106                                | 2,5                                 | +0,3                                |
| UKIP                                | Michael Burrows                     | 715                                 | 1,6                                 | +0,6                                |
| Cannabis Is Safer Than Alcohol      | Craig Hamilton                      | 233                                 | 0,5                                 | +0,5                                |

### Unterhauswahlen 2017
| Ergebnisse der Unterhauswahlen 2017 | Ergebnisse der Unterhauswahlen 2017 | Ergebnisse der Unterhauswahlen 2017 | Ergebnisse der Unterhauswahlen 2017 | Ergebnisse der Unterhauswahlen 2017 |
| Partei                              | Kandidat                            | Stimmen                             | %                                   | ±                                   |
| ----------------------------------- | ----------------------------------- | ----------------------------------- | ----------------------------------- | ----------------------------------- |
| SNP                                 | Ronnie Cowan                        | 15.050                              | 38,5                                | −16,6                               |
| Labour                              | Martin McCluskey                    | 14.666                              | 37,5                                | +7,2                                |
| Conservative                        | David Wilson                        | 8399                                | 21,5                                | +11,5                               |
| Liberal Democrats                   | David Stevens                       | 978                                 | 2,5                                 | ±0,0                                |

### Unterhauswahlen 2019
| Ergebnisse der Unterhauswahlen 2019 | Ergebnisse der Unterhauswahlen 2019 | Ergebnisse der Unterhauswahlen 2019 | Ergebnisse der Unterhauswahlen 2019 | Ergebnisse der Unterhauswahlen 2019 |
| Partei                              | Kandidat                            | Stimmen                             | %                                   | ±                                   |
| ----------------------------------- | ----------------------------------- | ----------------------------------- | ----------------------------------- | ----------------------------------- |
| SNP                                 | Ronnie Cowan                        | 19.295                              | 48,4                                | +9,9                                |
| Labour                              | Martin McCluskey                    | 11.783                              | 29,5                                | −8,0                                |
| Conservative                        | Haroun Malik                        | 6265                                | 15,7                                | −5,8                                |
| Liberal Democrats                   | Jacci Stoyle                        | 2560                                | 6,4                                 | +3,9                                |